# Kana Ueda
Kana Ueda (植田 佳奈 Ueda Kana?) es una seiyū que nació el 9 de junio de 1980 en Osaka, Japón. Cantó la apertura de la serie de anime Final Fantasy: Unlimited.
Es conocida por interpretar a Rin Tōsaka de la saga Fate/stay night

## Roles interpretados

### Anime
- Hyperdimension Neptunia (IF)
- Gakuen Alice (Mikan Sakura)
- Angelic Layer (Ringo Seto)
- Aki Sora (Nami Aoi)
- Chocotto Sister (Hideko Hasuki)
- Cyborg 009 (Cyborg 001/Ivan Wisky)
- Denpa Teki na Kanojo (Kaori Shiraishi)
- Hikari to Mizu no Dafune (Shizuka Hayama)
- Fate/stay night (Rin Tōsaka)
- Fate/stay night Unlimited Blade Works (Rin Tōsaka)
- Fate/Grand Order Absolute Demonic Front: Babylonia (Isthar, Ereshkigal)
- Final Fantasy: Unlimited (Herba)
- Go! Princess PreCure (Riko Furuya)
- Hayate no Gotoku (Sakuya Aizawa)
- Kore ga Watashi no Goshūjin-sama (Anna Kurauchi )
- Hitohira (Haruko Tamaki)
- Kaichō wa Maid-sama! (Subaru)
- Kannazuki no Miko (Korona)
- Kaze no Stigma (Misao Ōgami)
- Kashimashi ~Girl Meets Girl~ (Hazumu Osaragi)
- Nogizaka Haruka no Himitsu (Nanami Nanashiro)
- Mahou Shojo Lyrical Nanoha StrikerS (Hayate Yagami)
- Majin Tantei Nōgami Neuro (Yako Katsuragi)
- Maria-sama ga Miteru, Maria-sama ga Miteru ~Haru~ (Yumi Fukuzawa)
- Melody of Oblivion (Kyu-chan)
- Mermaid Melody (Sara)
- Pani Poni Dash! (Kurumi Momose)
- Petopeto-san (Hatoko "Petoko" Fujimura)
- Pumpkin Scissors (Sergeant Stekkin)
- Re:Zero kara Hajimeru Isekai Seikatsu (Anastasia Hoshin)
- Rental Magica (Honami Takase Ambler)
- Ryusei no Rockman (Luna Shirogane)
- Sakamoto desu ga? (Mii)
- 咲-Saki- (Miyanaga Saki)
- Samurai Deeper Kyo (Saisei)
- Sekirei (Yomi)
- Sensei no Ojikan (Minako Tominaga)
- Shigofumi: Letters from the Departed (Fumika)
- Tsukihime (Kohaku)
- Ichigo 100% (Kozue Mukai)
- Tactics (Miyako)
- Tengen Toppa Gurren-Lagann (Kinon)
- Tokko (Suzuka Kureha)
- Uta Kata (Minami)
- Vampire Knight (Sayori Wakaba)
- Vampire Knight Guilty (Sayori Wakaba)
- Wandaba Style (Yuri Fuyude)
- Zombie-Loan (Koyomi Yoimachi)
- Kure-nai (Lin Chenshin)
- To Aru Kagaku no Railgun (Mii Konori)
- Yumekui Merry (Chizuru Kawanami)
- Freezing ( Attia Simmons)
- Hagure Yuusha No Estetica (Izumi Chikage)
- D-Frag (Tama Sakai)
- Assassination Classroom (Fuwa)
- Bikini Warriors (Paladdin)
- Strike the Blood (Koyomi Shizuka)
- Gunslinger Stratos The Animation (Shizune Rindo)
- Handa-kun (Tsugumi, ep. 6, 12)

### Videojuegos
- Hyperdimension Neptunia (IF)
- BlazBlue: Calamity Trigger (Rachel Alucard)
- BlazBlue: Central Fiction (Rachel Alucard)
- Disgaea 2: Cursed Memories (Yukimaru)
- Ever17 -the out of infinity- (Sara Matsunaga)
- Fate/Stay Night Realta Nua (Rin Tōsaka)
- Fate/Tiger Colosseum (Rin Tōsaka)
- Fate/Unlimited Codes (Rin Tosaka)
- Fate/Grand Order (Ishtar, Ereshkigal)
- [[eM] -eNCHANT arM-]] (Karin)
- Star Ocean: The First Departure (Eris/Elise Jerand)
- Gakuen Alice ~Kira Kira Memory Kiss~ (学園アリス−キラキラ☆メモリーキッス− Gakuen Arisu -Kira Kira Memorī Kissu-?) (Mikan Sakura)
- Summon Night: Swordcraft Story 2 (Air Colthearts)
- Summon Night Twin Age (Reha)
- Tales of Graces f (Pascal)
- Alchemy Stars (Nikinis)
- Arknights (Skyfire)
- Guardian tales (Loraine)
- Magia Record (Arisa Narumi) y (Hayate Yagami) (Crossover)
- Genshin Impact (Yoimiya)
- Princess Connect! Re:Dive (Kurumi)
- Wuthering Waves (Carlotta)

### CD Drama
- Gear Antique (La chica del rubí)
- Gakuen Alice Rabu Potion Chūiho! (Mikan Sakura)
- Gakuen Alice Mono Wasure Machine (Mikan Sakura)
- Gakuen Alice Chocolate Holic (Mikan Sakura)
- 咲-Saki- (Miyanaga Saki)
- Vampire Knight (Sayori Wakaba)
- Keitai Shojo

### Radio en Internet
- Maria-sama ga Miteru (Yumi Fukuzawa)
- Fate/stay tune (Rin Tōsaka)

## Música

### Sencillos
- Over the FANTASY
  - Fecha de venta: 5 de diciembre de 2001
  - Número por catálogo: AVCA-14281
  - Nota: Este sencillo es el tema de entrada de Final Fantasy: Unlimited.

- Chikyū Merry-Go-Round (地球 Merry-Go-Round?)
  - Fecha de venta: 25 de septiembre de 2003
  - Número por catálogo: COCC-15548

- Pika Pika no Taiyō/Shiawase no Niji (ピカピカの太陽/幸せの虹?)
  - Fecha de venta: 22 de diciembre de 2004
  - Número por catálogo: SVWC-7227
  - Notas: Este sencillo es el tema de entrada y de cierre del anime:Gakuen Alice. Kana Ueda y Rie Kugimiya cantaron las canciones bajo los nombres de sus personajes de este anime, Mikan Sakura and Hotaru Imai, respectivamente.

### Album
- Kana Iro (かないろ?)
  - Fecha de venta:25 de agosto de 2004
  - Número por catálogo: COCX-32860

### Sencillos por personajes
- Hayate, mayordomo de combate CD 6 - Sakuya Aizawa (愛沢咲夜 Aizawa Sakuya?)
  - Fecha de venta:21 de septiembre de 2007
  - Número porcatálogo: GNCA-0060

- Fate/stay night - Rin Tōsaka
  - Fecha de venta:31 de enero de 2007
  - Número por catálogo: GNCA-43

- 咲 -Saki- Drama CD - Miyanaga Saki